# Nuketown
„Nuketown” – piosenka amerykańskiego rapera Ski Mask the Slump God, zawierająca gościnny udział Juice’a Wrlda. Utwór pochodzi z debiutanckiego albumu studyjnego Ski Mask the Slump Goda, Stokeley. „Nuketown” zostało nagrane w połowie 2018 roku; jednak oficjalnie wydane jeszcze za życia Higginsa. Utwór bardzo przypomina głośne i agresywne utwory, które Ski Mask wydawał kiedyś z XXXTentacionem, Juice Wrld oddał hołd zamarłemu raperowi w jego zwrotce.

## Odbiór
Piosenka zebrała pozytywne recenzje. Trey Alston z Pitchfork pochwalił produkcję i zwrotkę Ski Mask the Slump Goda, mówiąc: „[Ski Mask the Slump God] odwraca uwagę od średniego tempa, ciężkiego basu i przypisuje ją [uwagę] do swojej roztrzęsionej zwrotki”. Donna-Claire Chesman z DJbooth określiła piosenkę jako „mroczny krzyk z ery SoundCloud'u”.

## Teledysk
Oficjalny teledysk do „Nuketown” został wydany 25 października 2019 roku. Jest on Wyreżyserowany przez Cole Bennetta, wideo przedstawia Ski Mask the Slump Goda i Juice’a Wrlda walczących z wrogami na pustyni po katastrofie samolotu.

## Pozycje na listach

### Pozycje pod koniec tygodnia
| Lista (2018–2019)                     | Pozycja |
| ------------------------------------- | ------- |
| Kanada (Canadian Hot 100)             | 81      |
| Nowa Zelandia (RMNZ)                  | 10      |
| USA Billboard Hot 100                 | 63      |
| USA Hot R&B/Hip-Hop Songs (Billboard) | 32      |

### Pozycje pod koniec roku
| Lista (2019)     | Pozycja |
| ---------------- | ------- |
| Portugalia (AFP) | 1856    |

## Certyfikaty
| Kraj       | Certyfikat | Ilość sprzedanych egzemplarzy |
| ---------- | ---------- | ----------------------------- |
| USA (RIAA) | Platyna    | 1,000,000                     |